# Thane K. Pratt
Thane Kastle Pratt (* 8. November 1950 in Honolulu, Hawaii), in Publikationen meist Thane K. Pratt, ist ein US-amerikanischer Ornithologe und Wildtierbiologe.

## Leben
Pratt ist der Sohn von Scott B. Pratt III und Brenda Pratt, geborene Cooke. Nach dem Abschluss der Hawaiʻi Preparatory Academy im Jahr 1969 schrieb er sich in das Colby College in Waterville, Maine, ein, wo er 1973 den Bachelor of Arts in Biologie und Ökologie erlangte. Zwischen August 1977 und März 1980 führte er im Rahmen der Vorbereitungen zu seiner Doktorarbeit eine Langzeitstudie in Papua-Neuguinea durch. Er überprüfte die Annahme, dass die Samenverbreitung durch tropische Waldvögel bei reinen Fruchtfressern effektiver ist, als bei teilweise frugivoren Vögeln und studierte dafür das Nahrungsverhalten von Vögeln und die Samenfallmuster von Pflanzen in einem Bergwald in mittlerer Höhenlage in Papua-Neuguinea. 1983 wurde er mit der Dissertation Seed Dispersal in a Montane Forest in Papua New Guinea zum Ph.D. an der Rutgers University in New Brunswick, New Jersey, promoviert. 1986 gab er in Zusammenarbeit mit Bruce Beehler und Dale A. Zimmerman den Feldführer Birds of New Guinea heraus, der zu den Standardwerken der Avifauna dieser Region zählt. 2001 kam unter dem Titel Burung-burung di Kawasan Papua: Papua, Papua Niugini, dan Pulau-pulau Satelitnya eine indonesische Übersetzung des Buches heraus. 2014 erschien eine zweite erweiterte und überarbeitete Auflage und 2016 der Ergänzungsband Birds of New Guinea: Distribution, Taxonomy, and Systematics. Von 1989 bis 2009 arbeitete er als Wildtierbiologe im Pacific Island Ecosystems Research Center des United States Geological Survey, das sich im Hawaiʻi-Volcanoes-Nationalpark befindet. Hierüber veröffentlichte er 2009 das Buch Conservation Biology of Hawaiian Forest Birds. 
Pratts Forschungsschwerpunkt ist die Ökologie und die Naturschutzbiologie von Waldvögeln in Hawaii, auf den Marianen und in Neuguinea. Er betrieb Feldstudien über das Brutverhalten sowie die Geschlechts- und Altersbestimmung des Palilas (Loxioides bailleui) und schrieb 2002 den Beitrag über diese Art im Standardwerk Birds of North America. Weitere Beiträge von Thane Pratt in dieser Publikation sind über den Weißwangen-Kleidervogel (Melamprosops phaeosoma), den Kauai-Sichelkleidervogel (Hemignathus hanapepe), den Oahu-Sichelkleidervogel (Hemignathus lucidus) den Maui-Sichelkleidervogel (Hemignathus affinis) und den Hawaii-Sichelkleidervogel (Hemignathus munroi) (alle vier im Jahr 2001).
Pratt ist wissenschaftlicher Mitarbeiter am Bernice P. Bishop Museum, stellvertretender Treuhänder bei der Cooke Foundation und Dozent am Volcano Art Center. Seit Mai 1993 ist er mit der Botanikerin Linda W. Cuddihy (* 1950) verheiratet.

## Dedikationsname
Die von Andrew Engelis Jr. und Ronald E. Cole 1997 beschriebene Unterart Crateroscelis robusta pratti wird heute als Synonym der  Nominatform Crateroscelis robusta robusta des Braunbauchhuschers betrachtet.